# District de Karonga

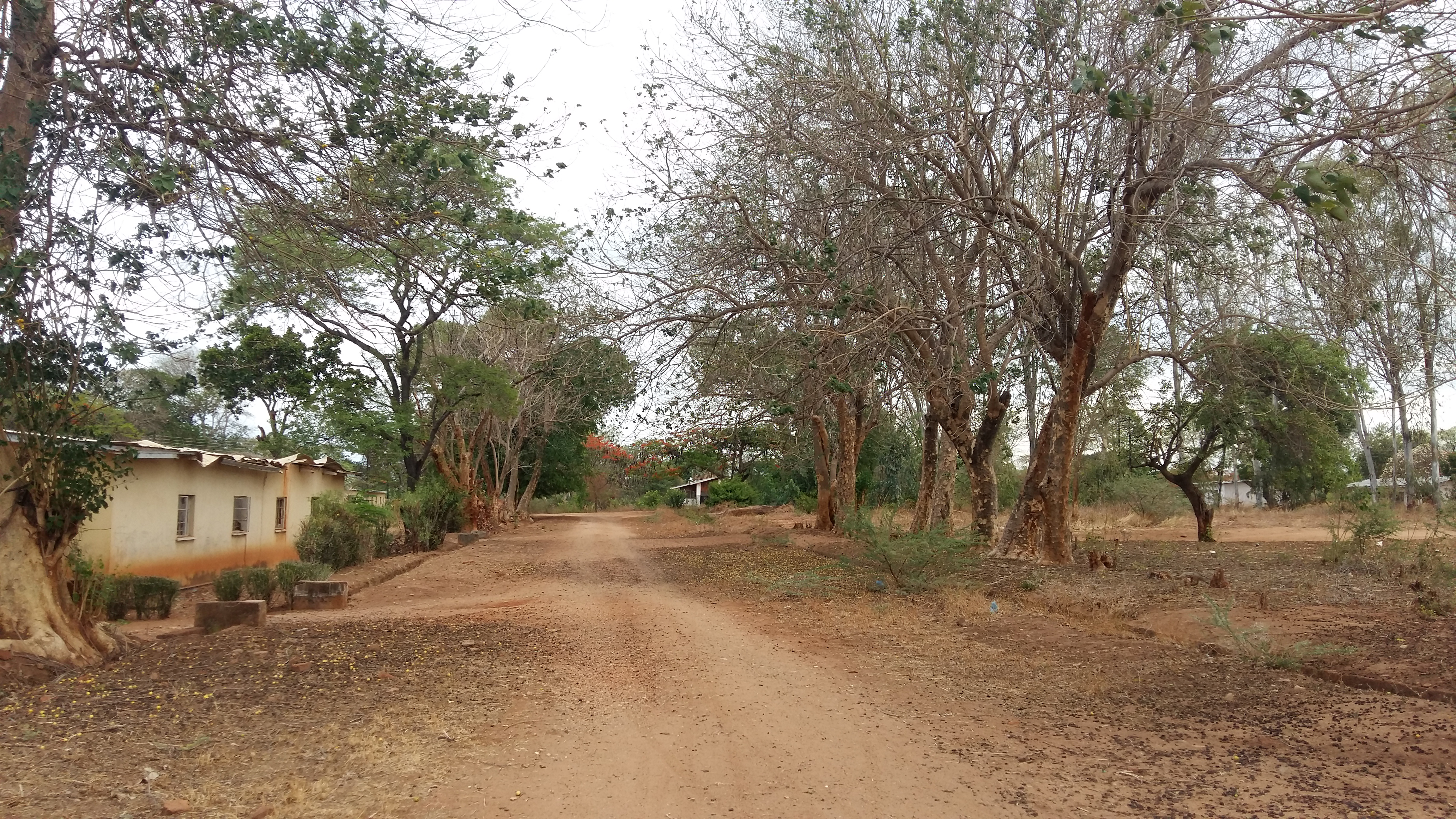
Quartier semi-rural dans le district de Karonga.

Karonga est un district du Malawi. Son chef-lieu est la ville homonyme.